# La Vierge à l'Enfant avec deux anges (Botticelli)
Pour les articles homonymes, voir Vierge à l'Enfant avec deux anges.
La Vierge à l'Enfant avec deux anges (en italien : Madonna col Bambino e due angeli) est une peinture religieuse de Sandro Botticelli, datant de 1468-1469 environ, conservée au musée de Capodimonte à Naples.

## Historique
D'abord attribuée à Filippino Lippi l'œuvre se trouvait au palais Farnèse (Rome). En 1697 elle a été transférée au Musée de Capodimonte à Naples et l'attribution a été rendue à Botticelli par la plus grande partie de la critique. La date de réalisation n'est pas connue avec précision, mais certains détails comme la typologie des visages font penser que la peinture est contemporaine de l'allégorie de la Force (vers [470).
En 1957, l'œuvre a bénéficié d'une importante restauration, sachant qu'auparavant, elle avait été totalement repeinte.

## Thème
L'œuvre reprend la représentation récurrente dans la peinture chrétienne de la Vierge à l'Enfant (ou Madone), présentant la Vierge Marie avec l'Enfant Jésus ici en compagnie de deux anges.

## Description
La Vierge, vêtue de ses traditionnelles couleurs rouge et bleue, est assise, tournée de trois-quarts vers la gauche, tenant l'Enfant entre ses bras ; elle est  adossée à un parapet en marbre dont le coin se prolonge par une colonne vers le ciel, avec, en arrière-plan, un paysage escarpé couvrant un mausolée, parsemé d'arbres dont des cyprès. De sa main gauche elle tient légèrement l'Enfant par les pieds. Ce dernier est porté par deux anges, et il tend les bras vers elle.
La Vierge est finement coiffée, les cheveux tenu par un voile fin ; ses vêtements sont ornés de festons et de perles d’or que l’on retrouve aussi dans les détails des auréoles que tous les  personnages portent.

Détails
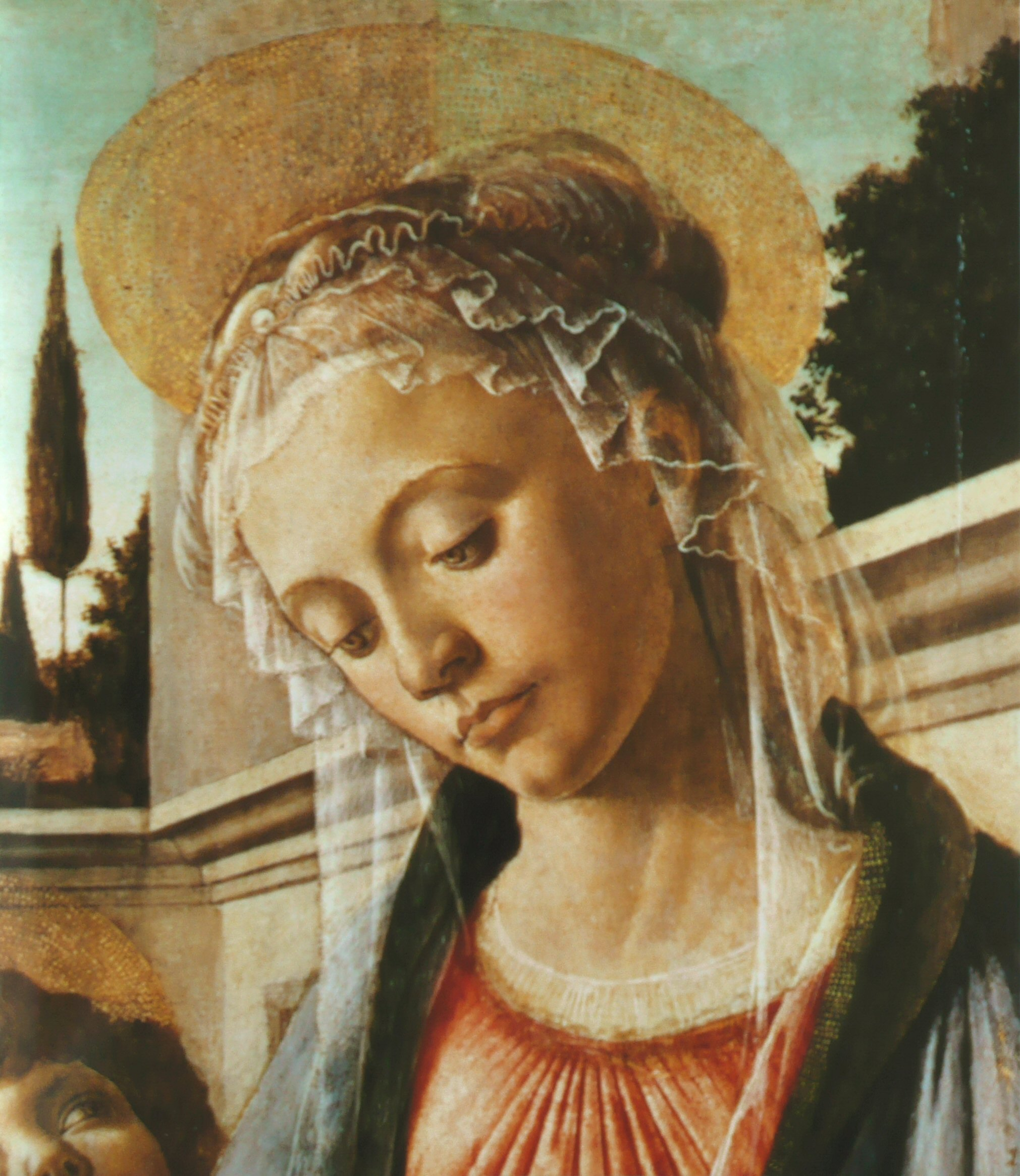
La Vierge.
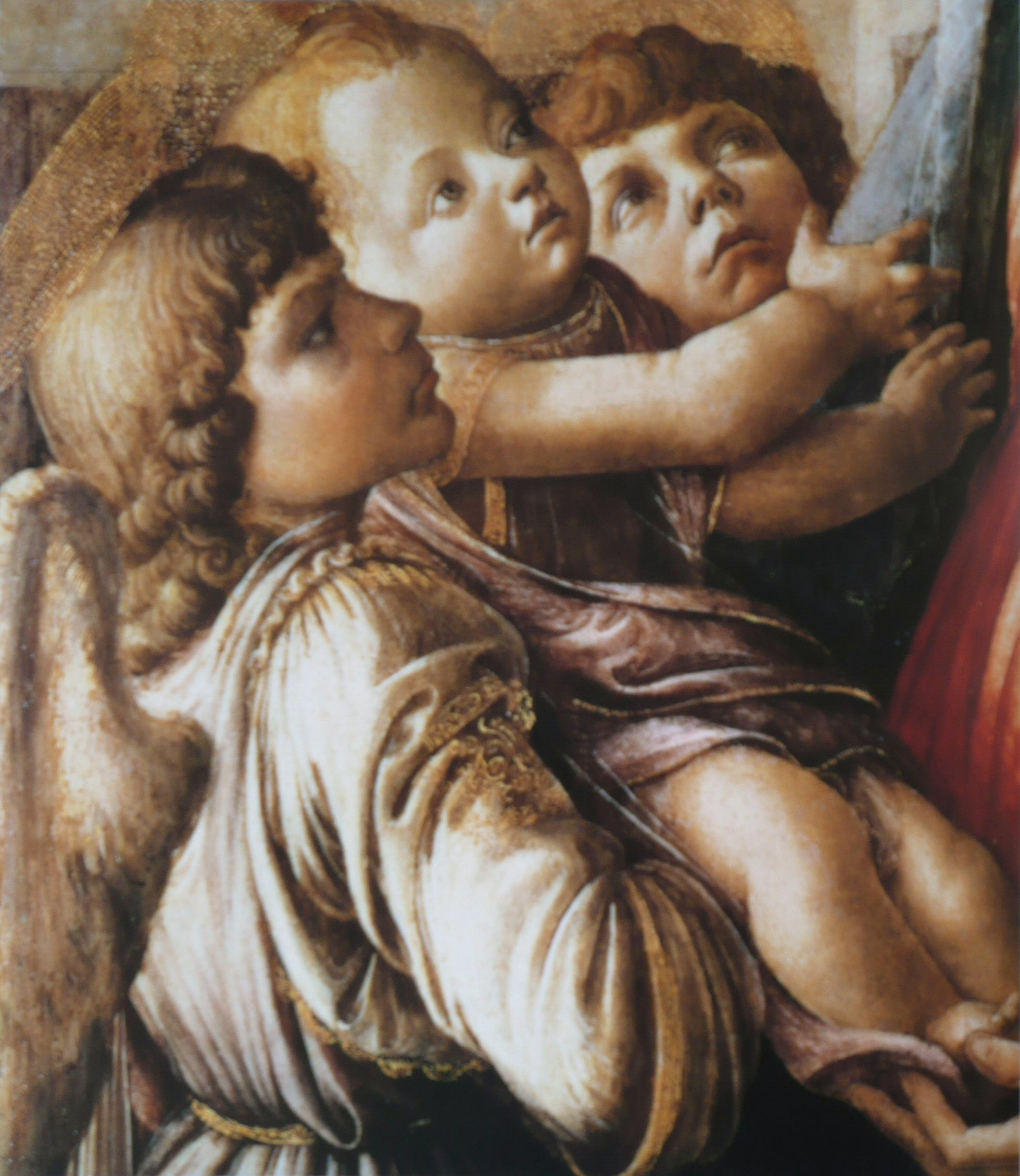
L'Enfant et les anges.

## Analyse

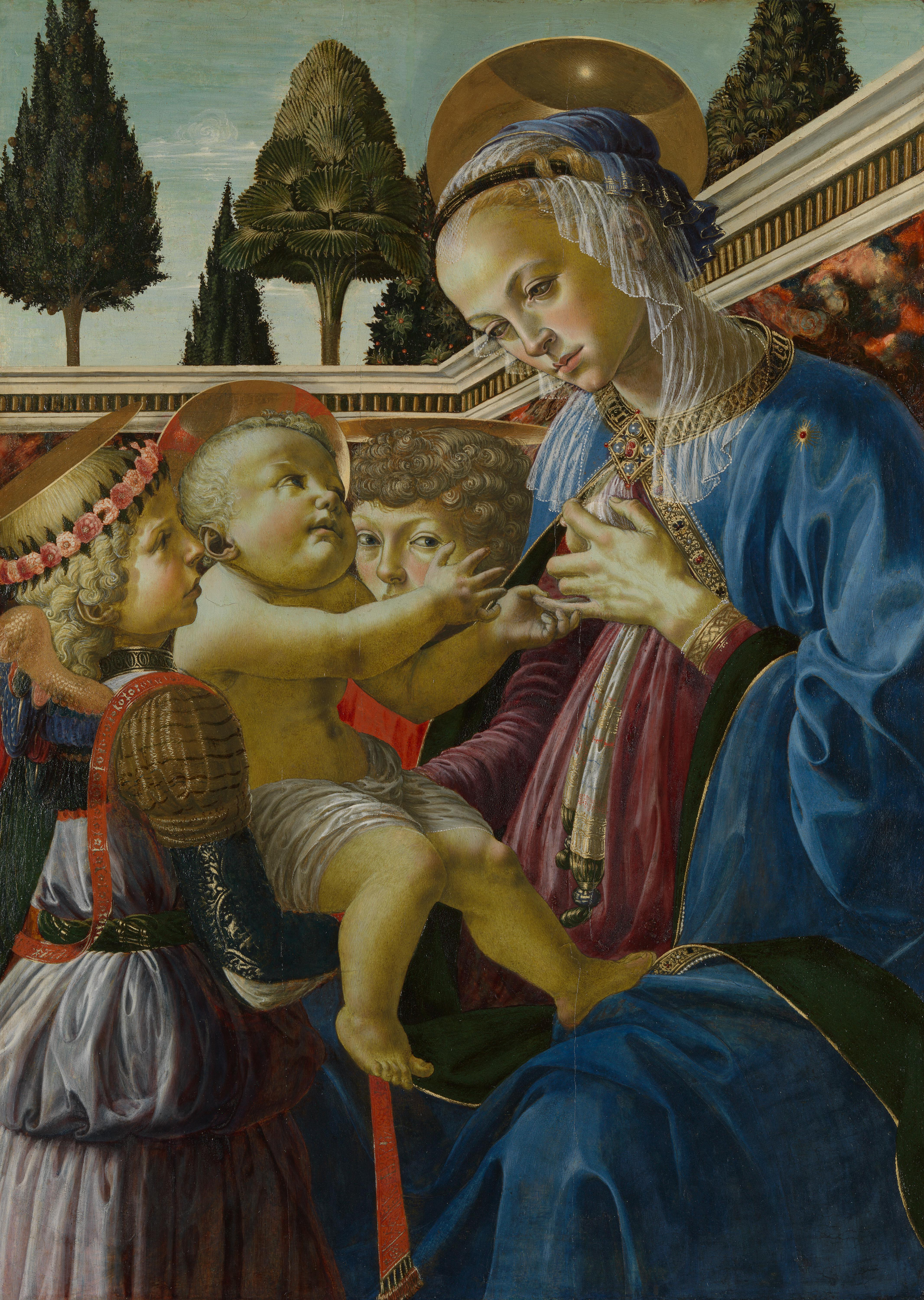
Madonna del latte (Verrocchio).

La composition de l'œuvre témoigne de l'influence de Fra Filippo Lippi comme La Lippina (1465 environ), duquel dérivent l'attitude rêveuse et indifférente de la Vierge, la prédominance de la ligne du contour et le drapé vibrant, ainsi que d'Andrea del Verrocchio (La Madonna al Latte) avec la composition qui se développe en escalier, une séparation entre l'espace théorique rendu par le plan en perspective et le réel constitué par les personnages au premier plan.
Néanmoins les formes apparaissent désormais plus douces et souples, et  assument des attitudes plus complexes que les œuvres de Lippi. La couleur vive du  contraste et le ton bronze dérivent des exemples d'Antonio Pollaiuolo. La physionomie de l'Enfant est désormais typique de Botticelli qui a abandonné les exemples de Verrocchio qu'il avait utilisés dans les œuvres précédentes. La tête de la Vierge, avec le menton en pointe, que l'on retrouve aussi dans la Madone de l'Eucharistie, La Vierge de la loggia et l'allégorie de La Force, toutes datables des mêmes années, ainsi que le rendu volumétrique de la Vierge, sont issus des influences de Verrocchio.
L'ambiance générale de l'œuvre, représentant des figures sérieuses, pensives, absorbées dans leur propre beauté, est mélancolique et contemplative accentuée par délicatesse des tons en clair obscur dans les carnations et dans les vêtements.

L’enfermement des personnages entre des murs est une référence au « jardin clos » (hortus conclusus), symbole de sa maternité virginale.

## Sources
- (it) Cet article est partiellement ou en totalité issu de l’article de Wikipédia en italien intitulé « Madonna col Bambino e due angeli (Botticelli) » (voir la liste des auteurs).